# 蔣欣
蔣欣（1983年5月8日—），湖南省益阳市人，生于新疆维吾尔自治区乌鲁木齐市，中國女演員。幼年時進入鄭州市少兒藝術團、河南省少兒藝術團，其後畢業於河南省艺术学校影視專科。蒋欣凭借著《天龍八部》中的木婉清、《後宮甄嬛傳》中的华妃等角色广受关注。

## 生平

### 早年生涯
蒋欣在1983年出生于新疆乌鲁木齐，父亲是湖南益阳人，母亲是甘肃兰州人（回族），早年曾就读于郑州市伊河路小学、郑州十九中和河南省艺术学校，7岁进入郑州市少儿艺术团，8岁进入河南省少儿艺术团，九岁开始参加影视剧拍摄，其参加演出的电视剧《坠子皇后》在全国播出后，反响强烈，被誉为河南童星。16歲決定前往北京以演戲为生，最初雙親反對，不過其後便一同前往北京生活。

### 演艺发展
蔣欣曾有過在一年內拍攝五部電視劇的經歷，周曉文導演稱其為一位刻苦的演員。2003年，在張紀中版的電視劇《天龍八部》中飾演木婉清而開啟知名度，並躋身「80後小花旦」之列。其後，亦在電視劇《仙劍奇俠傳》、《歡天喜地七仙女》等劇飾演重要角色。2011年，以精湛演技飾演電視劇《後宮甄嬛傳》中的「華妃」一角而博得人氣和肯定，並獲得「2012年國劇盛典」最佳女配角獎。
2013年蔣欣主演電視劇由唐七公子所著小說《華胥引》改編的古裝劇《华胥引之绝爱之城》，飾演宋凝一角色。
2014年蔣欣與霍建華、趙麗穎主演古裝劇《花千骨》；同年，出演《羋月傳》的莒姬以及《老農民》的喬月。
2016年蔣欣首次登上央視春晚，表演歌舞《在你偉大的懷抱裡》；因出演《歡樂頌》中身世坎坷及性格多元的樊勝美而備受關注；9月，參加原創喜劇競賽綜藝節目《喜劇總動員》，奪得第一季總冠軍。
2017年蔣欣再次登上央視春晚，與《歡樂頌》其餘主演及TFBOYS一同擔任開場嘉賓，演唱歌曲《美麗中國年》。同年，憑藉《歡樂頌》中樊勝美一角，被提名第23屆上海電視節白玉蘭獎最佳女主角。
2021年演出電視劇《功勳》，在劇中飾演共和國勳章特主之一的申紀蘭。

## 影视作品及單曲

### 电视剧
| 首播年份 | 剧名                         | 角色           | 备注                 |
| 1995年   | 《五男二女》                 | 全月           |                      |
| 1996年   | 《墜子皇后》                 | 喬清秀（童年） |                      |
| 1997年   | 《胭脂樓》                   | 婉兒           |                      |
| 1999年   | 《混世奇才龐振坤》           | 紅葉           |                      |
| 1999年   | 《伏羲女娲》                 | 少妍           |                      |
| 2001年   | 《大脚马皇后》               | 秋菊           |                      |
| 2001年   | 《金搏虎》                   | 春桃           |                      |
| 2002年   | 《公安局長》                 | 李繁           |                      |
| 2002年   | 《党员马大姐》               | 王艾嘉的同学   |                      |
| 2002年   | 《都是錢鬧的》               | 小紅           |                      |
| 2003年   | 《天龍八部》                 | 木婉清         |                      |
| 2004年   | 《臥底雙絕》                 | 夏紅           |                      |
| 2004年   | 《欢天喜地七仙女》           | 四仙女綠兒     |                      |
| 2004年   | 《聊齋之小翠》               | 畬姬           |                      |
| 2004年   | 《危情杜鵑》                 | 路曉娜         |                      |
| 2004年   | 《神探狄仁杰》               | 方瑩玉         |                      |
| 2004年   | 《龍票》                     | 席慕筠         |                      |
| 2004年   | 《仙劍奇俠傳》               | 女苑/姜婉兒    |                      |
| 2005年   | 《都市女人.COM之陰謀與愛情》 | 胡靈兒         |                      |
| 2005年   | 《夫妻時差》                 | 毛毛           |                      |
| 2006年   | 《大明天下》                 | 慕容秋         |                      |
| 2006年   | 《翡翠王》                   | 馮娟           |                      |
| 2007年   | 《如果還有明天》             | 劉春紅         |                      |
| 2008年   | 《愛在日月潭》               | 江荷           |                      |
| 2008年   | 《醜女也瘋狂》               | 葉子           |                      |
| 2008年   | 《業餘偵探》                 | 李月           | 客串                 |
| 2009年   | 《东方卡萨布兰卡》           | 林娜           |                      |
| 2009年   | 《晚婚》                     | 肖麗           |                      |
| 2009年   | 《我的燃情歲月》             | 劉蓮花         |                      |
| 2009年   | 《戈壁兒女》                 | 劉想           |                      |
| 2010年   | 《知青》                     | 李鴿           | 客串                 |
| 2011年   | 《紅槐花》                   | 鄭秀雲         |                      |
| 2011年   | 《后宮甄嬛傳》               | 年世蘭（華妃） |                      |
| 2011年   | 《裂變》                     | 古小鳳         |                      |
| 2012年   | 《箭在弦上》                 | 徐一航         |                      |
| 2014年   | 《新閨蜜時代》               | 王媛           | 又名:麻辣閨蜜        |
| 2014年   | 《土楼里的女人》             | 林盛金/阿凤    |                      |
| 2014年   | 《邊城》                     | 駱小冬         | 又名:邊城春秋        |
| 2014年   | 《二胎》                     | 唐喬菲         |                      |
| 2014年   | 《麻雀春天》                 | 葛紅菱         |                      |
| 2014年   | 《老农民》                   | 乔月           |                      |
| 2015年   | 《花千骨》                   | 夏紫薰         | 特別演出             |
| 2015年   | 《华胥引之绝爱之城》         | 宋凝           |                      |
| 2015年   | 《蚂蚱》                     | 趙微瀾         |                      |
| 2015年   | 《芈月传》                   | 莒姬           | 客串                 |
| 2016年   | 《守婚如玉》                 | 华莎           |                      |
| 2016年   | 《女人的天空》               | 兰欣           | 2011年拍攝           |
| 2016年   | 《欢乐颂》                   | 樊胜美         |                      |
| 2016年   | 《左轮手枪》                 | 劉秀琴         |                      |
| 2016年   | 《欢喜密探》                 | 沈虛           | 客串                 |
| 2016年   | 《老爸当家》                 | 權薇           |                      |
| 2017年   | 《继承人》                   | 汤宁           |                      |
| 2017年   | 《欢乐颂2》                  | 樊胜美         |                      |
| 2017年   | 《盲约》                     | 夏天           |                      |
| 2017年   | 《凡人的品格》               | 暢歌           |                      |
| 2019年   | 《遇见幸福》                 | 甄開放         |                      |
| 2019年   | 《奔腾年代》                 | 金燦爛         |                      |
| 2019年   | 《精英律师》                 | 林靜薇         |                      |
| 2020年   | 《如果岁月可回头》           | 江小美         |                      |
| 2020年   | 《在一起》                   | 护士長         | 單元《摆渡人》       |
| 2020年   | 《向陽而生》                 | 熊顿           |                      |
| 2020年   | 《情深缘起》                 | 顧曼楨         | 原劇名-半生緣        |
| 2021年   | 《小舍得》                   | 田雨嵐         |                      |
| 2021年   | 《再见，那一天》             | 梅湘           | 网络剧               |
| 2021年   | 《功勋》                     | 申纪兰         | 單元《申纪兰的提案》 |
| 2022年   | 《冰雪之名》                 | 陈谨           | 下部《冬奥梦想》     |
| 2022年   | 《我们的婚姻》               | 董思佳         |                      |
| 2023年   | 《潜行者》                   | 陶玉玲         |                      |
| 2023年   | 《小满生活》                 | 何嘉如         |                      |
| 2024年   | 《烈焰》                     | 心月葵         | 网路剧               |
| 2024年   | 《梦想城》                   | 楚安歌         |                      |
| 2024年   | 《小巷人家》                 | 宋莹           |                      |
| 2025年   | 《以法之名》                 | 郑雅萍         |                      |
| 2025年   | 《归队》                     | 大阔枝         |                      |
| 未播     | 《女刑警李春春》             | 杜露西         | 2012年拍攝           |
| 未播     | 《最后的武林》               | 滕繼峰         | 2017年拍攝           |
| 待播     | 《暗恋者的救赎》             | 安妮           |                      |
| 待播     | 《四喜》                     | 许知夏         |                      |
| 待播     | 《欢聚》                     |                |                      |
| 待播     | 《玫瑰丛生》                 |                | 网络剧               |
| 待播     | 《把黑夜点燃》               | 陈英           | 网络剧               |
| 待播     | 《斗局》                     |                |                      |

### 电影
| 首播年份 | 剧名          | 角色         | 备注       |
| 2017年   | 《麻辣學院》  | 蔣巨星       | 6月9日上映 |
| 2018年   | 《泡芙小姐》  | 蒋主任(客串) | 2月9日上映 |
| 2024年   | 《功夫熊猫4》 | 魅影妖后     | 动画配音   |

### 微電影
- 2013年 《那一刻，我聽見幸福在敲門》

### 單曲
| 年份   | 歌曲名稱       | 節目             | 性質   | 備註                                                     |
| 2016年 | 總有幸福在等你 | 電視劇歡樂頌     | 主題曲 | 與劉濤、王子文、楊紫、喬欣合唱                           |
| 2016年 | 灰姑娘         | 電視劇歡樂頌     | 插曲   |                                                          |
| 2017年 | 明明愛         | 電視劇繼承人     | 插曲   | 與劉愷威合唱                                             |
| 2017年 | 我們           | 電視劇歡樂頌2    | 主題曲 | 與劉濤、王子文、楊紫、喬欣合唱                           |
| 2017年 | 不怕一個人     | 電視劇歡樂頌2    | 插曲   |                                                          |
| 2017年 | 你是偶像       | 綜藝節目我們來了 | 主題曲 | 與關之琳、陳妍希、宋茜、沈夢辰、唐藝昕、汪涵、吳秀波合唱 |
| 2017年 | 一個人的夏天   | 電視劇盲約       | 插曲   |                                                          |
| 2019年 | 一時間         | 電視劇遇見幸福   | 主題曲 |                                                          |
| 2019年 | 不期而遇       | 電視劇遇見幸福   | 插曲   | 與李光潔合唱                                             |
| 2019年 | 年輕的微笑     | 電視劇奔騰年代   | 插曲   |                                                          |

## 獎項

### 影視獎項
| 年份   | 頒獎典禮                          | 獎項                          | 作品                   | 結果 |
| 2012年 | 第2屆搜狐電視劇頒獎盛典           | 最佳女配角                    | 《后宮甄嬛傳》         | 獲獎 |
| 2012年 | 第4屆國劇盛典                     | 最佳女配角                    | 《后宮甄嬛傳》         | 獲獎 |
| 2013年 | 第1屆電視劇導演工作委員會表彰大典 | 2008年-2012年優秀電視劇女配角 | 《后宮甄嬛傳》         | 獲獎 |
| 2013年 | 第1屆電視劇導演工作委員會表彰大典 | 2008年-2012年最佳電視劇女配角 | 《后宮甄嬛傳》         | 提名 |
| 2015年 | 第21屆上海電視節白玉蘭獎          | 最佳女配角                    | 《老農民》             | 提名 |
| 2016年 | 第19屆華鼎獎                      | 中國古裝題材電視劇最佳女演員  | 《華胥引之絕愛之城》   | 獲獎 |
| 2016年 | 中國電視劇導演年度榜樣頒獎典禮    | 2016年最佳電視劇女配角        | 《歡樂頌》             | 獲獎 |
| 2016年 | 第11屆全國電視製片業十佳表彰大會  | 十佳電視劇演員                | 《歡樂頌》、《花千骨》 | 獲獎 |
| 2017年 | 第22屆華鼎獎                      | 中國當代題材電視劇最佳女演員  | 《歡樂頌》             | 提名 |
| 2017年 | 第23届上海电视节白玉兰奖          | 最佳女主角奖                  | 《歡樂頌》             | 提名 |
| 2018年 | 第31屆飛天獎                      | 優秀女演員獎                  | 《歡樂頌》             | 提名 |
| 2025年 | 第30届上海电视节白玉兰奖          | 最佳女配角奖                  | 《小巷人家》           | 獲獎 |

### 綜合獎項
| 年份   | 頒獎典禮                        | 獎項                   | 備註                   |
| 2013年 | 第12屆星尚大典                  | 星尚人氣先鋒人物       |                        |
| 2015年 | 尖叫2016愛奇藝之夜              | 最佳螢幕表現奬         |                        |
| 2016年 | 第1屆 放肆一下•移動視頻風雲盛典 | 2015移動視頻特別貢獻獎 | 與金星共同獲得         |
| 2017年 | 中國電視劇品質盛典              | 年度品質組合獎         | 《歡樂頌》五美共同獲得 |

## 社會活動
- 從2014年開始，蔣欣多次參與韓紅愛心慈善基金會發起的大型慈善公益活動：2014年「百人援青(青海)」[13]、2015年「百人援貴(貴州)」[14]、2016年「百人援甘(甘肅)」[15]、2017年「百人援寧(寧夏)」、2018年「百人援陝(陝西)」、2019年「百人援川(四川)」。
- 2015年12月23日，作為嘉賓出席第30屆中國電視劇飛天獎典禮[16]。

## 外部連結
- 蔣欣的新浪微博
- 蔣欣Jiangxin台灣粉絲團的Facebook專頁
- 蔣欣在互联网电影资料库（IMDb）上的資料（英文）
- 蔣欣在香港影庫上的簡介
- 蔣欣在豆瓣上的资料（简体中文）
- 蔣欣在时光网上的簡介（简体中文）